# Clarafond-Arcine
Clarafond-Arcine ist eine französische Gemeinde im Département Haute-Savoie in der Region Auvergne-Rhône-Alpes.

## Geographie
Clarafond-Arcine liegt auf 506 m, etwa 26 Kilometer nordwestlich der Stadt Annecy und 28 Kilometer südwestlich von Genf (Luftlinie). Das Bauerndorf erstreckt sich an aussichtsreicher Lage auf dem Hochplateau westlich der Montagne de Vuache, zwischen den tief eingeschnittenen Tälern der Rhône und den Usses, im Genevois.
Die Fläche des 16,88 km² großen Gemeindegebiets umfasst einen Abschnitt des westlichen Genevois. Das Hauptsiedlungsgebiet bildet das Hochplateau von Clarafond (durchschnittlich 500 m), das sich gegen Westen bis zum Bois du Clos erstreckt. Nach Süden reicht das Gemeindeareal in das Einzugsgebiet des Usses, eines linken Zuflusses der Rhône. Die nördliche Abgrenzung bildet die Rhône, die hier in einem Tal rund 200 m in die umgebenden Hochflächen eingeschnitten ist. Östlich von Clarafond-Arcine steigt das Plateau allmählich an, und der Gemeindeboden reicht bis auf den schmalen, dicht bewaldeten und teilweise von Felsbändern durchzogenen Kamm der Montagne de Vuache, auf dem mit 1000 m die höchste Erhebung von Clarafond-Arcine erreicht wird. Ganz im Norden des Gebietes befindet sich der Défilé de l’Écluse, das Durchbruchstal der Rhône zwischen dem Grand Crêt d’Eau und der Montagne de Vuache.
Zu Clarafond-Arcine gehören neben dem eigentlichen Ortskern auch verschiedene Dörfer, Weilersiedlungen und Gehöfte, darunter: 
- Arcine (523 m) am Westhang der Montagne de Vuache über dem Rhônetal
- Fruitière (440 m) in einem kurzen Seitental der Rhône
- Trainant (520 m) auf dem Plateau von Clarafond
- Quincy (480 m) am südlichen Rand des Plateaus von Clarafond

Nachbargemeinden von Clarafond-Arcine sind Léaz im Norden, Chevrier, Vulbens, Dingy-en-Vuache und Chaumont im Osten, Chessenaz und Vanzy im Süden sowie Chêne-en-Semine und Éloise im Westen.

## Geschichte
Das Gemeindegebiet von Clarafond-Arcine war bereits während der Römerzeit besiedelt, was anhand von Fundamenten einer römischen Ziegelei nachgewiesen werden konnte. Erstmals urkundlich erwähnt wird Clarafond im frühen 15. Jahrhundert. Der Ortsname geht auf die lateinischen Wörter clarus (klar) und fons (Quelle) zurück. Clarafond gehörte von 1860 bis 2015 zum Wahlkreis (Kanton) Frangy. Im Jahr 1973 wurde die vorher selbständige Gemeinde Arcine nach Clarafond eingemeindet, seit 2005 trägt die Gemeinde den Doppelnamen.

## Sehenswürdigkeiten
Die Kirche Mariä Verkündigung in Clarafond-Arcine wurde im 19. Jahrhundert errichtet. Aus dem 18. Jahrhundert stammt die Kirche von Arcine. Ebenfalls sehenswert sind das Château d’Arcine (ursprünglich aus dem 13. Jahrhundert, heute restauriert) und das ehemalige Château de Verboz (heute ein Bauernhaus).

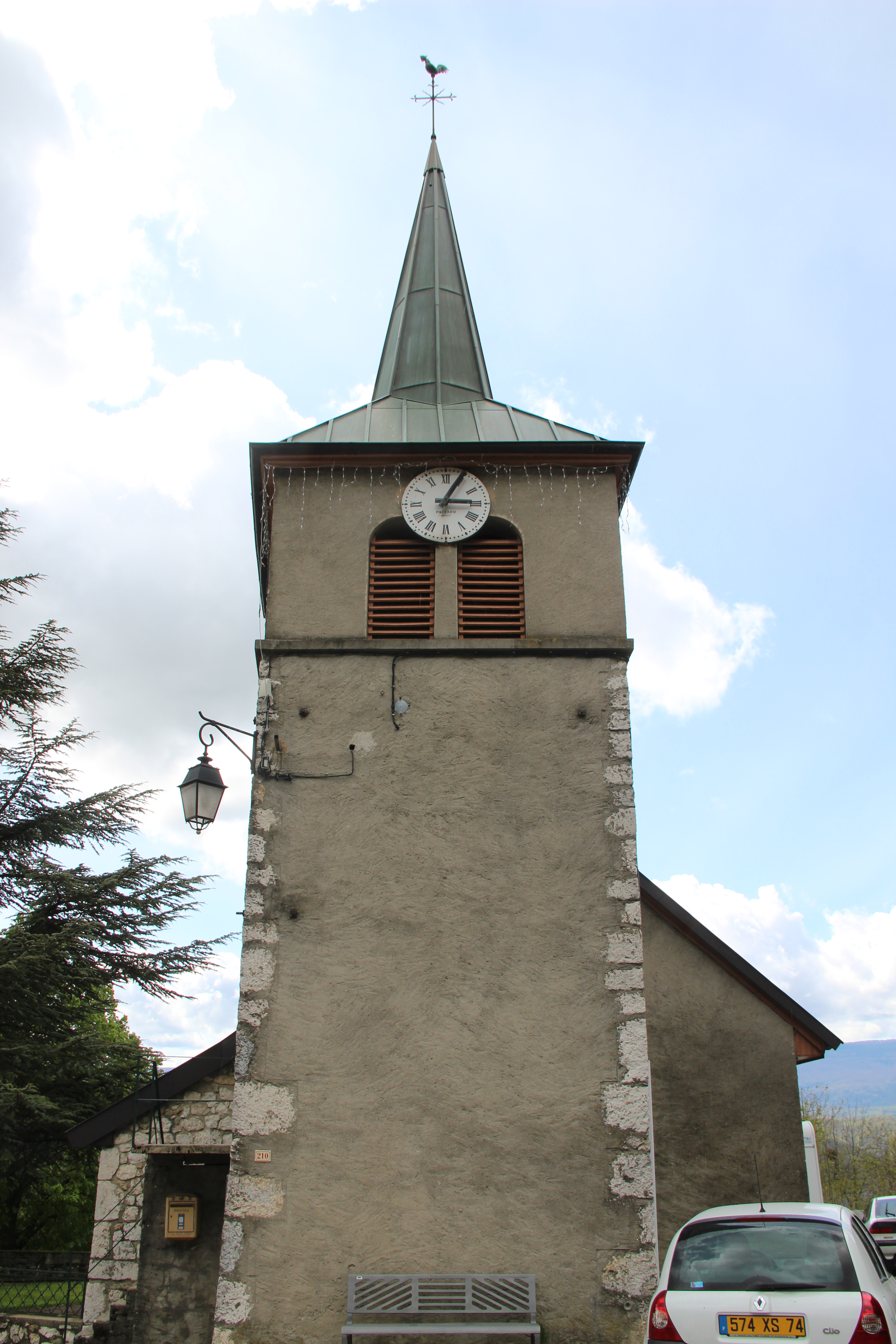
Kirche Mariä Verkündigung
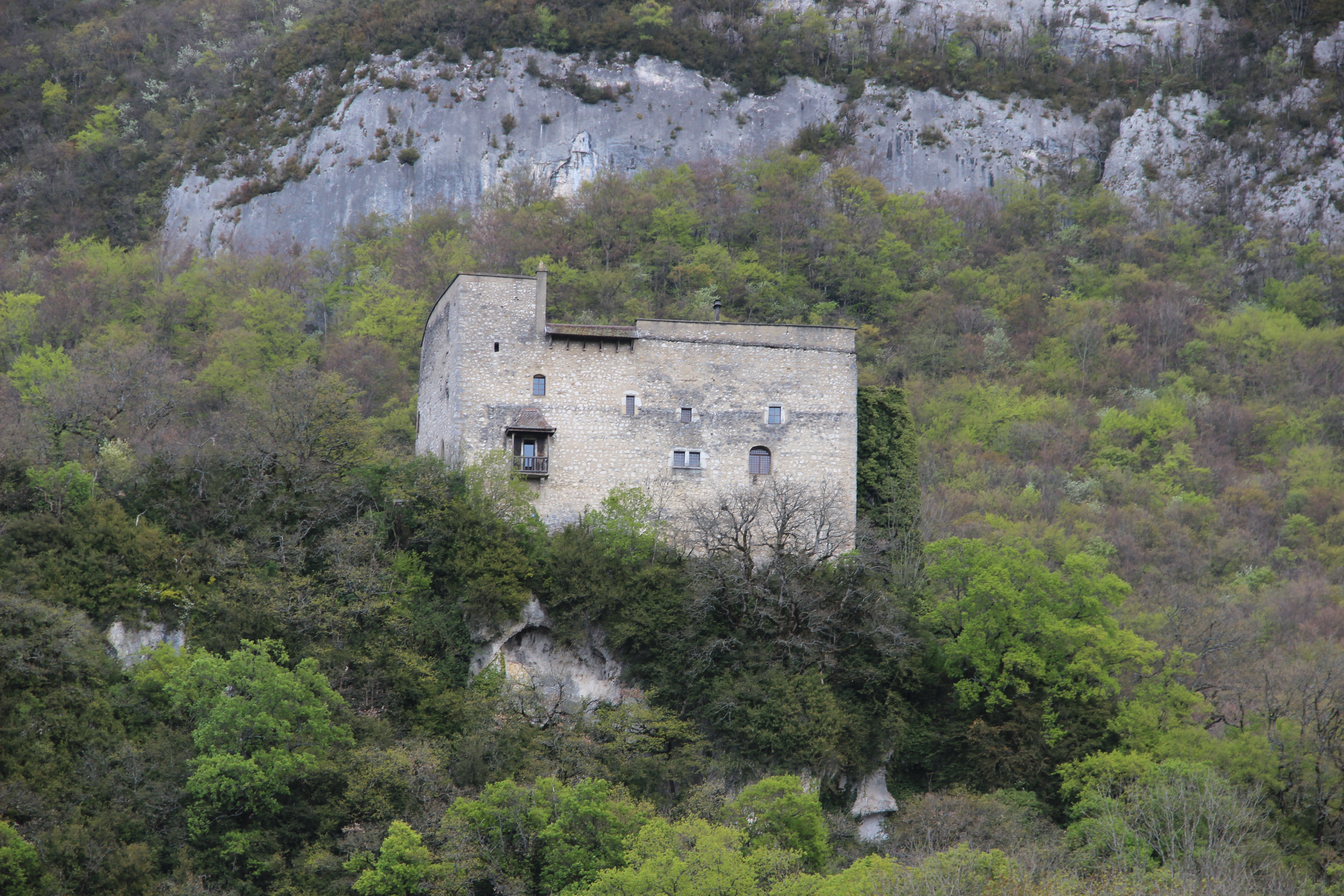
Schloss Arcine
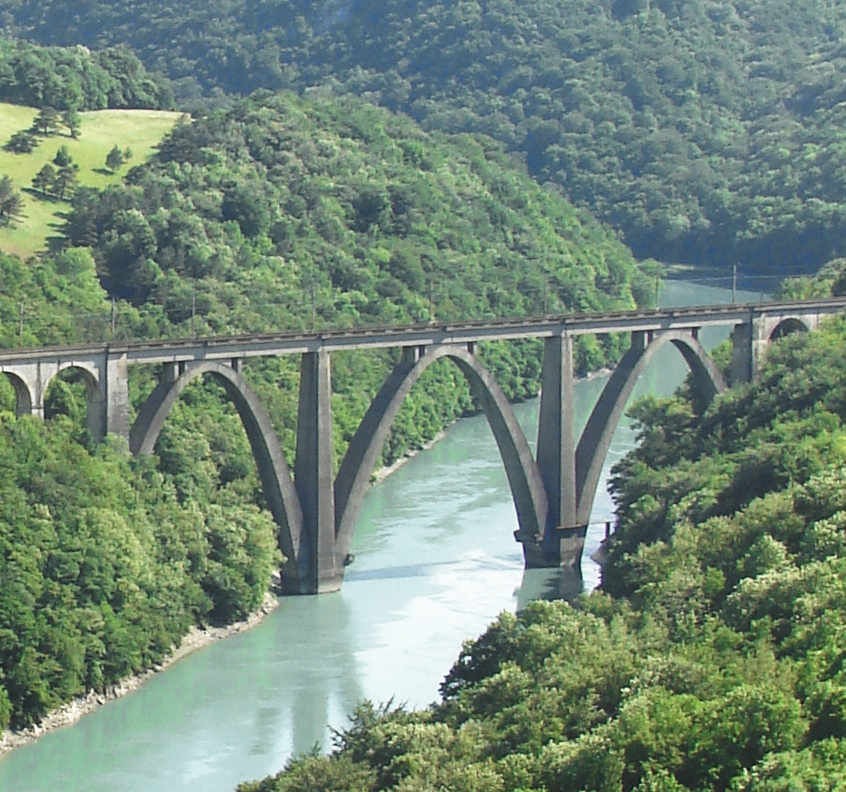
Eisenbahnbrücke über die Rhône

## Bevölkerung
| Jahr                       | 1962 | 1968 | 1975 | 1982 | 1990 | 1999 | 2011 | 2020 |
| Einwohner                  | 332  | 321  | 343  | 398  | 550  | 707  | 910  | 1040 |
| Quellen: Cassini und INSEE |      |      |      |      |      |      |      |      |

Mit 1053 Einwohnern (Stand 1. Januar 2022) gehört Clarafond-Arcine zu den kleinen Gemeinden des Départements Haute-Savoie. Seit Mitte der 1970er Jahre wurde dank der schönen Wohnlage eine deutliche Bevölkerungszunahme verzeichnet.

## Wirtschaft und Infrastruktur
Clarafond-Arcine ist noch heute ein vorwiegend durch die Landwirtschaft geprägtes Dorf. Die Gemeinde liegt in der Weinbauregion Savoie. Weißweine aus der Rebsorte Altesse (lokal Roussette genannt) dürfen unter der geschützten Herkunftsbezeichnung Roussette de Savoie vermarktet werden. Für Weißweine anderer Rebsorten sowie Rotweine gilt die AOC Vin de Savoie.
Daneben gibt es einige Betriebe des lokalen Kleingewerbes. Zahlreiche Erwerbstätige sind Wegpendler, die in den größeren Ortschaften der Umgebung, insbesondere in Bellegarde-sur-Valserine ihrer Arbeit nachgehen.
Die Ortschaft ist verkehrsmäßig gut erschlossen. Sie liegt an einer Departementsstraße, die von Vulbens nach Génissiat führt. Weitere Straßenverbindungen bestehen mit Chessenaz und Chaumont. Der nächste Anschluss an die Autobahn A40, die das Gemeindegebiet durchquert, befindet sich in einer Entfernung von rund drei Kilometern.